# موشک بالیستیک کوتاه‌برد

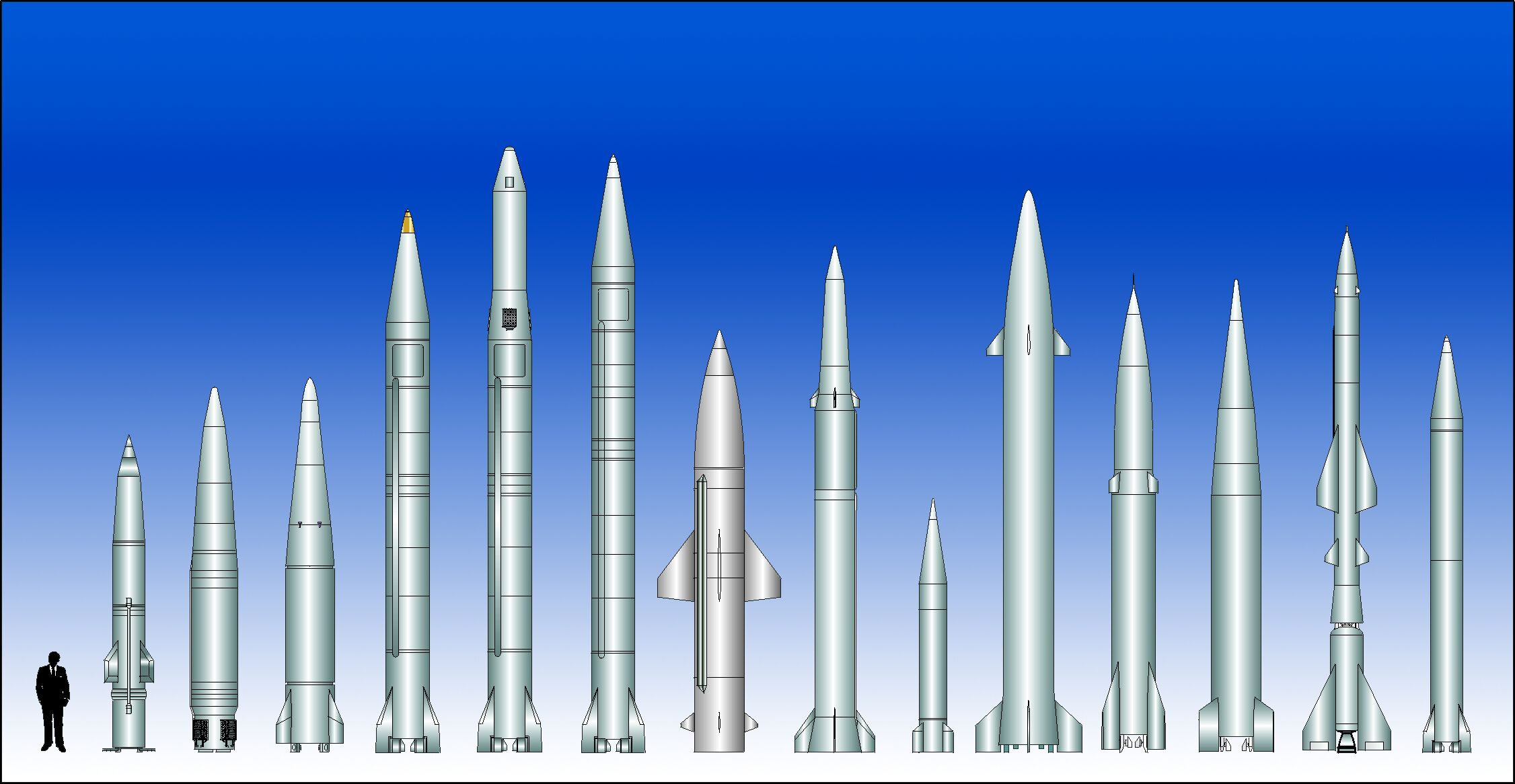
نمایی از چندین موشک بالیستیک کوتاه‌برد (SRBM) در مقایسه با قد انسان.نام‌ موشک‌ و کشور تولیدکننده به ترتیب از چپ به راست؛ SS-21 (روسیه)
SS-23 (روسیه)
SS-26 Iskander-E (روسیه)
SS-1c Mod1 (روسیه)
SS-1c Mod2 (روسیه)
Al Hussein (عراق)
Prithvi (هند)
Vector (?)
Hatf-1 (پاکستان)
Shaheen (پاکستان)
CSS-7 (چین)
CSS-6 (چین)
CSS-8 (چین)
Al Samoud (عراق)

موشک بالستیک کوتاه‌برد (SRBM) موشکی با برد حداکثر ۱٬۰۰۰ کیلومتر یا کمتر است. این موشک‌ها معمولاً قادر به حمل سلاح‌های هسته‌ای هستند. این موشک‌ها به‌طور بالقوه در درگیری‌های منطقه‌ای به دلیل فاصله کم کشورها، هزینه نسبی کم و سهولت تنظیمات و پیکربندی آن‌ها مورد استفاده قرار می‌گیرند. در تعاریف مدرن و امروزی، موشک بالستیک کوتاه‌برد، گروه وسیع‌تری از موشک‌ها را در بر می‌گیرد و شامل هر موشکی است که برد آن‌ها کمتر از ۳٬۵۰۰ کیلومتر باشد.
موشک بالستیک به موشک‌هایی می‌گویند که تا ارتفاع بسیار بالایی اوج می‌گیرند (که این قسمت مسیر با موتور روشن انجام می‌شود) و مابقی مسیر را با استفاده از نیروی جاذبه زمین به سمت هدف می‌روند که مانند یک سقوط آزاد البته با هدایت صحیح است.

## انواع ایرانی
موشک‌های ایرانی نازعات، زلزال، فاتح ۱۱۰، قیام، شهاب یک و شهاب دو از این گروه هستند.